# Siostra Jackie
Siostra Jackie (ang. Nurse Jackie) – amerykański serial medyczny z gatunku czarnej komedii, wyświetlany w USA od 8 czerwca 2009 przez stacje Showtime, Movie Central i The Movie Network. W Polsce serial pojawił się 4 października 2009 na kanale nFilmHD, a potem prawa do emisji w Polsce wykupiło kilka innych stacji.
W USA serial zyskał rzeszę fanów, dlatego wyprodukowano 7 sezonów. Jednak 31 marca 2014, jeszcze przed premierą 6. serii w USA, a Showtime zapowiedział powstanie ostatniej, siódmej serii, której ostatni, zakończony cliffhangerem odcinek wyemitowano 28 czerwca 2015.

## Fabuła
Główną rolę tytułowej pielęgniarki Jackie Peyton, uzależnionej od opioidowych leków przeciwbólowych, wciela się Edie Falco. Bohaterka prowadzi podwójne życie. W szpitalu, w którym pracuje, spotyka się z farmaceutą Eddiem. W domu zaś jest kochającą żoną i matką dwójki dziewczynek. Jest w stanie zrobić wszystko, by jej tajemnica nie wyszła na jaw.

## Miejsce akcji
Akcja rozgrywa się w Nowym Jorku, w fikcyjnym szpitalu "All Saints Hospital" (Szpital wszystkich świętych), pod kierownictwem Glorii Akalitus – w tej roli Anna Deavere Smith.

## Kontrowersje
Wkrótce po premierze serialu, Nowojorskie Stowarzyszenie Pielęgniarek wskazało na nieetyczne zachowanie tytułowej bohaterki i stwierdziło szkodliwe w odniesieniu do pielęgniarek wrażenie, twierdząc, że taki wizerunek może mieć odbicie na osobach publicznych, stwierdzając: "W pierwszym odcinku, tytułowa pielęgniarka Jackie jest przedstawiona jako osoba nadużywająca leków, która uprawia seks z farmaceutą w zamian za ich wykradanie. Ona nie ma skrupułów w związku z wielokrotnym naruszeniem Kodeksu Etyki Pielęgniarstwa. Choć Showtime opisuje ją jako "kompetentną pielęgniarkę", można by argumentować, że kompetentne pielęgniarki nie zachowują się w ten sposób".

## Obsada

### Główne role
(Na podstawie wymienienia w czołówce)
| Aktor              | Postać                      | Sezony       | Sezony       | Sezony       | Sezony       | Sezony       | Sezony | Sezony    |
| Aktor              | Postać                      | 1            | 2            | 3            | 4            | 5            | 6      | 7         |
| ------------------ | --------------------------- | ------------ | ------------ | ------------ | ------------ | ------------ | ------ | --------- |
| Edie Falco         | Jackie Peyton               | Główna       | Główna       | Główna       | Główna       | Główna       | Główna | Główna    |
| Eve Best           | Dr Eleanor O'Hara           | Główna       | Główna       | Główna       | Główna       | Główna       |        | Gościnnie |
| Merritt Wever      | Zoey Barkow                 | Główna       | Główna       | Główna       | Główna       | Główna       | Główna | Główna    |
| Paul Schulze       | Eddie Walzer                | Główna       | Główna       | Główna       | Główna       | Główna       | Główna | Główna    |
| Peter Facinelli    | Dr Fitch "Coop" Cooper      | Główna       | Główna       | Główna       | Główna       | Główna       | Główna | Główna    |
| Haaz Sleiman       | Mohammed "Mo-Mo" de la Cruz | Główna       |              |              |              |              |        |           |
| Dominic Fumusa     | Kevin Peyton                | Drugoplanowo | Główna       | Główna       | Główna       | Główna       | Główna | Główna    |
| Anna Deavere Smith | Gloria Akalitus             | Drugoplanowo | Główna       | Główna       | Główna       | Główna       | Główna | Główna    |
| Ruby Jerins        | Grace Peyton                | Drugoplanowo | Drugoplanowo | Główna       | Główna       | Główna       | Główna | Główna    |
| Daisy Tahan        | Fiona Peyton                | Drugoplanowo |              |              |              |              |        |           |
| Mackenzie Aladjem  | Fiona Peyton                |              | Drugoplanowo | Główna       | Główna       | Główna       | Główna | Główna    |
| Stephen Wallem     | Thor Lundgren               | Drugoplanowo | Drugoplanowo | Drugoplanowo | Drugoplanowo | Drugoplanowo | Główna | Główna    |
| Adam Ferrara       | Frank Verelli               |              |              |              |              | Drugoplanowo | Główna |           |
| Betty Gilpin       | Dr Carrie Roman             |              |              |              |              | Drugoplanowo | Główna | Główna    |

### W pozostałych rolach
| Aktor            | Postać            | Sezony             |
| ---------------- | ----------------- | ------------------ |
| Arjun Gupta      | Sam               | 1 (gościnnie), 2–4 |
| Rene Ifrah       | Oficer Ryan       | 1–3                |
| Lenny Jacobson   | Lenny             | 1-4                |
| Michael Buscemi  | Bóg (God)         | 1-5, 7 (gościnnie) |
| Jaimie Alexander | Tunie Peyton      | 3                  |
| Gbenga Akinnagbe | Kelly Slater      | 3–4                |
| Bobby Cannavale  | Dr Miguel Cruz    | 4-5                |
| Jake Cannavale   | Charlie Cruz      | 4                  |
| Morris Chestnut  | Dr Ike Prentiss   | 5-6                |
| Michael Esper    | Gabe              | 6-7                |
| Laura Benanti    | Mia Peyton        | 6                  |
| Julie White      | Antoinette Mills  | 6                  |
| Tony Shalhoub    | Dr Bernard Prince | 7                  |

## Lista odcinków
| Seria | Seria | Odcinki | Premierowa emisja | Premierowa emisja | Premierowa emisja   | Premierowa emisja |
| Seria | Seria | Odcinki | Premiera          | Finał             | Premiera            | Finał             |
| ----- | ----- | ------- | ----------------- | ----------------- | ------------------- | ----------------- |
|       | 1     | 12      | 8 czerwca 2009    | 24 sierpnia 2009  | 4 października 2009 | 20 grudnia 2009   |
|       | 2     | 12      | 22 marca 2010     | 7 czerwca 2010    | 7 października 2010 | 23 grudnia 2010   |
|       | 3     | 12      | 28 marca 2011     | 20 czerwca 2011   | 19 grudnia 2011     | 5 marca 2012      |
|       | 4     | 10      | 8 kwietnia 2012   | 17 czerwca 2012   | 1 października 2012 | 3 grudnia 2012    |
|       | 5     | 10      | 14 kwietnia 2013  | 16 czerwca 2013   | 7 listopada 2013    | 9 stycznia 2014   |
|       | 6     | 12      | 13 kwietnia 2014  | 29 czerwca 2014   | 1 września 2014     | 17 listopada 2014 |
|       | 7     | 12      | 12 kwietnia 2015  | 28 czerwca 2015   | 1 września 2015     | 17 listopada 2015 |

## Serial w innych krajach
| Kraj            | Stacja Telewizyjna      |
| Australia       | Network Ten             |
| Holandia        | Fox Life TV             |
| Francja         | Canal +                 |
| Irlandia        | RTÉ Two                 |
| Belgia          | Fox Life                |
| Szwecja         | Sveriges Television     |
| Polska          | Universal Channel, TVP2 |
| Turcja          | ComedyMax               |
| Wielka Brytania | BBC Two                 |